# Jordan Jordanow (Leichtathlet)
Jordan Jordanow (bulgarisch Йордан Йорданов, englisch Yordan Yordanov; * 9. Oktober 1952) ist ein ehemaliger bulgarischer Sprinter und Hürdenläufer, der sich auf die 400-Meter-Distanz spezialisiert hat. Seinen größten sportlichen Erfolg feierte er mit dem Gewinn der Bronzemedaille in der 4-mal-320-Meter-Staffel bei den Halleneuropameisterschaften 1975 in Katowice.

## Sportliche Laufbahn
Erste internationale Erfahrungen sammelte Jordan Jordanow vermutlich im Jahr 1970, als er bei den Junioreneuropameisterschaften in Paris mit der bulgarischen 4-mal-400-Meter-Staffel in 3:15,3 min den vierten Platz belegte. 1974 gewann er bei den Balkanspielen in Sofia in 50,98 s die Bronzemedaille im 400-Meter-Hürdenlauf hinter dem Griechen Stavros Tziortzis und seinem Landsmann Janko Bratanow. Zudem schied er bei den Europameisterschaften in Rom mit 52,05 s in der ersten Runde aus. Im Jahr darauf gewann er bei den Halleneuropameisterschaften in Katowice mit der polnischen 4-mal-320-Meter-Staffel in 2:32,1 min gemeinsam mit Narsis Popow, Krassimir Gutew und Janko Bratanow die Bronzemedaille hinter den Teams aus Polen und der Bundesrepublik Deutschland. 1977 gewann er bei den Balkanspielen in Ankara mit der 4-mal-400-Meter-Staffel in 3:08,80 min die Silbermedaille hinter dem jugoslawischen Team.
1975 wurde Jordanow bulgarischer Meister im 400-Meter-Hürdenlauf.